# Мавзолей поэтов (Тебриз)
Мавзолей поэтов (перс. مقبرةالشعرا‎, магбарат-ош-шоара) — мавзолей персидских и азербайджанских поэтов, мистиков и известных людей в самом центре района Сурхаб Тебриза в Иране. Современное здание мавзолея построено Долатшахи Тахмасебом в 1970-х годах, будучи секретарём искусства и культуры провинции Восточный Азербайджан.
Помещение мавзолея находится под землёй, верхняя часть сооружение построена в модернистском стиле. На месте верхней части мавзолея располагался купол, но он был разрушен землетрясением. Надгробия находятся под землёй, портреты поэтов выложены мозаикой и часто звучат музыка и стихи.
Первым поэтом похороненным в мавзолее был Асади Туси (999—1072). Другими известными поэтами похороненными в мавзолее являются Анвари, Хумоми Табрези, Хагани Ширвани и многие другие. Последними поэтами, похороненными в Мавзолее, являются Мухаммед Хусейн Шахрияр, Махмуд Мелмаси-Азарм и Азиз Довлатабади. 